# Peter Henkel
Peter Henkel (* 1942 in Dortmund) ist ein deutscher Journalist und Sachbuchautor. Bekannt wurde er als Landeskorrespondent der Frankfurter Rundschau in Baden-Württemberg sowie später als Biograph Winfried Kretschmanns und durch mehrere religionskritische Sachbücher.

## Leben
Henkel wuchs im Ruhrgebiet auf, studierte später an der Universität Bonn Germanistik und Philosophie. Beruflich verwirklichte er sich ohne akademischen Abschluss dann als Journalist mit dem Schwerpunkt Politik. Über nahezu drei Jahrzehnte war er Korrespondent der Frankfurter Rundschau für das Bundesland Baden-Württemberg. Nach Erreichen des Ruhestandsalters lebt er als freier Sachbuchautor in Stuttgart und Bad Ischl im Salzkammergut.
Im Jahr 2009 veröffentlichte der Religionskritiker Henkel sein erstes Buch Ach, der Himmel ist leer. Lauter gute Gründe gegen Gott und Glauben im Frieling-Verlag. Der Literaturkritiker Arno Widmann sah darin „eine befreiend-heitere Adventslektüre“. Zwei Jahre später überraschte der Autor passgenau zur Wahl Winfried Kretschmanns zum Ministerpräsidenten von Baden-Württemberg mit dessen Biographie, die Henkel gemeinsam mit seiner Ehefrau, der Schriftstellerin Brigitte Johanna Henkel-Waidhofer, verfasst hatte. Im renommierten katholischen Herder-Verlag folgte 2012 sein gedruckter Briefwechsel mit Norbert Blüm, Streit über Gott. Im gleichen Jahr erschien kurz vor der Frankfurter Buchmesse im Marburger Tectum Verlag die Analyse Henkels zur Religionspsychologie, die Verweigerungen und Ausweichmanöver der Gläubigen beim Dialog über den Kern des Gottesglaubens. Im Juni 2017 erschien sein den Martin-Luther-Mythos aufklärendes Buch Schluss mit Luther: Von den Irrwegen eines Radikalen, in dem Henkel dem gerade im Jubiläumsjahr eher verklärenden Lutherbild eine kritische Analyse des Reformators entgegensetzt, indem er seine Schattenseiten wie Intoleranz, Obrigkeitsdenken, Judenhetze und abergläubische Vorstellungen näher beleuchtet. 
Peter Henkel ist Mitglied im Humanistischen Verband Deutschlands.

## Werke
- Ach, der Himmel ist leer. Lauter gute Gründe gegen Gott und Glauben. Frieling, Berlin 2009, ISBN 978-3-8280-2703-9.
- gemeinsam mit Brigitte Johanna Henkel-Waidhofer: Winfried Kretschmann: das Porträt. Herder, Freiburg im Breisgau 2011, ISBN 978-3-451-33255-5.
- gemeinsam mit Norbert Blüm: Streit über Gott. Ein Gespräch unter Gegnern. Herder, Freiburg im Breisgau 2012, ISBN 978-3-451-30590-0.
- Irrtum unser. Oder wie Glaube verstockt macht. Tectum, Marburg 2012, ISBN 978-3-8288-3025-7.
- Schluss mit Luther: Von den Irrwegen eines Radikalen. Tectum/Nomos, Baden-Baden 2017, ISBN 978-3-8288-3958-8.